# Makoto Ito (Fußballspieler)
Makoto Ito (japanisch 井藤 誠人 Ito Makoto; * 10. Februar 2000 in der Präfektur Aichi) ist ein japanischer Fußballspieler.

## Karriere
Makoto Ito erlernte das Fußballspielen in der Jugendmannschaft des Tesouro FC, in der Schulmannschaft der Shizuoka Gakuen High School sowie in der Universitätsmannschaft der Chukyo University. 2020 spielte er mit Chukyo University FC (I) in der fünften Liga, der Tokai Soccer League (Division 1). Seinen ersten Profivertrag unterschrieb er im Januar 2021 bei Albirex Niigata (Singapur). Der Verein ist ein Ableger des japanischen Zweitligisten Albirex Niigata, der in der ersten singapurischen Liga, der Singapore Premier League, spielt. Sein Erstligadebüt gab Makoto Ito am 13. März 2021 im Heimspiel gegen Hougang United. Hier wurde er in der 79. Minute für Ryōsuke Nagasawa eingewechselt.